# NGC 2480
NGC 2480 је спирална галаксија у сазвежђу Близанци која се налази на NGC листи објеката дубоког неба.
Деклинација објекта је + 23° 46' 47" а ректасцензија 7h 57m 10,6s. Привидна величина (магнитуда) објекта NGC 2480 износи 14,3 а фотографска магнитуда 15,0. NGC 2480 је још познат и под ознакама UGC 4116, MCG 4-19-9, CGCG 118-26, KCPG 148A, IRAS 07541+2354, PGC 22289.